# Antica Menac
Antica Menac (Split, 11. srpnja 1922. — Zagreb, 24. travnja 2020.), hrvatska slavistica, akademkinja HAZU, istaknuta hrvatska filologica, prevoditeljica.

## Životopis
Rodila se 11. srpnja 1922. u Splitu, gdje je završila osnovnu školu i realnu gimnaziju. U Zagrebu je na Filozofskom fakultetu 1948. diplomirala slavistiku (A – ruski jezik i književnost, B – hrvatski jezik sa staroslavenskim, C – poredbena slavenska gramatika, jugoslavenske književnosti, talijanski jezik). Doktorirala je 1957. na temi iz poredbene hrvatske i ruske sintakse. Cijeli svoj radni vijek predavala je ruski jezik na Filozofskom fakultetu u Zagrebu, od zvanja asistenta do redovnog profesora, od toga punih 25 godina u svojstvu šefice Katedre za ruski jezik. U Hrvatskoj akademiji znanosti i umjetnosti bila je redovita članica od 1988., u Razredu za filološke znanosti. Od 1975. bila je članica suradnica, a od 1981. izvanredna članica. U svom znanstvenom radu akademkinja Antica Menac bavila se hrvatskim i ruskim jezikom, proučavajući, najčešće na kontrastivnom planu, njihovu sintaksu, fonetiku i intonaciju, leksikologiju, frazeologiju i semantiku. Svoje radove objavljivala je u knjigama i znanstvenim časopisima, odnosno nastupala s njima na mnogobrojnim domaćim i međunarodnim znanstvenim skupovima.
Intenzivno se bavila frazeologijom. Njezini radovi o hrvatskoj frazeologiji probudili su interes za tu granu jezikoslovlja, pa je smatraju osnivačicom frazeologije kao znanstvene discipline u Hrvatskoj. Bila je urednica i suautorica dvosveščanoga Rusko-hrvatskog ili srpskog frazeološkog rječnika, koji je 1981. dobio Republičku nagradu Božidar Adžija. Pokrenula je, uredila i velikim dijelom bila suautoricom u seriji Mali frazeološki rječnici, u kojima je hrvatski bio polazni jezik, a ciljni su jezici bili ruski, ukrajinski, poljski, češki, slovački, slovenski, njemački, francuski i talijanski.
U Zavodu za lingvistička istraživanja HAZU bila je voditeljica projekta Hrvatska frazeologija, u kojem je kao urednica i suautorica 2003. objavila Hrvatski frazeološki rječnik. U istom Zavodu surađivala je u projektu akademika Rudolfa Filipovića Hrvatski u dodiru s europskim jezicima, u kojem je proučavala rusizme u hrvatskom jeziku te je u suautorstvu objavila nekoliko radova u časopisima i 2005. knjigu Hrvatski jezik u dodiru s europskim jezicima.
Niz godina surađivala je s akademikom Filipovićem na projektu Anglicizmi u europskim jezicima te su zajedno 2005. objavili knjigu Engleski element u hrvatskom i ruskom jeziku i druge radove. Antica Menac je u suautorstvu s A. P. Koval, sveučilišnom profesoricom iz Kijeva, sastavila je 1979. Ukrajinsko-hrvatski i Hrvatsko-ukrajinski rječnik, čime su ta dva jezika prvi put zajedno leksikografski obrađena. Zbog tog Rječnika 1981. je dobila Nagradu grada Zagreba. Akademkinja Menac bila je autorica mnogih udžbenika za ruski jezik, kao i audiovizualne metode za ruski jezik (dvije knjige i nekoliko priručnika), koju je teorijski zasnovao akademik Petar Guberina. S ruskog i ukrajinskog jezika prevodila je književnu prozu i poeziju. Objavila je 1998. dvojezičnu knjigu svojih prepjeva s ukrajinskog Ukrajinska lirika. U povodu 90. rođendana tadašnji hrvatski predsjednik Ivo Josipović odlikovao je 2012. akademkinju Anticu Menac Redom Danice hrvatske s likom Ruđera Boškovića za osobite zasluge u znanosti, a 2008. dobila je državno odlikovanje Ukrajine „Za zasluge" III. stupnja za rad na ukrajinistici.

## Djela
(izbor)
- brojni udžbenici iz ruskog
- Engleski element u hrvatskome i ruskom jeziku (s Rudolfom Filipovićem)
- hrvatsko-ukrajinski i ukrajinsko-hrvatski rječnik u suautorstvu s A. P. Koval), izdanje Zagrebačkog sveučilišta, 1979., 687 str., (nagrada Grada Zagreba 1981.)[1]